# ولي عهد البحرين
ولي عهد مملكة البحرين هو ثاني منصب في المملكة بعد الملك وهو من يتولى الحكم في حال شغور منصب الملك. ولي عهد مملكة البحرين حالياً هو الأمير سلمان بن حمد آل خليفة منذ 6 مارس 1999.
وفقاً للمرسوم الأميري رقم (12) لسنة 1973 بنظام توارث الأمارة ينادى بولي العهد ملكاً للبلاد في حال شغور منصب الملك، ووفقاً للمرسوم فأن ولي العهد ينوب عن الملك في ممارسة مهامه وصلاحياته في حال غيابه خارج المملكة، وأيضا وفقاً للمرسوم فأنه للملك أن يفوض ولي العهد بممارسة بعض صلاحياته الدستورية، ووفقاً للمرسوم فأنه يشترط في ولي العهد أن يكون مسلماً وابناً شرعياً لأبوين مسلمين, ووفقاً للدستور ومرسوم توارث الأمارة فأن ولاية العهد تكون في الإبن الأكبر للملك، ويكون تعين ولي العهد بأمر ملكي.

## القائمة
| الاسم                                          | الصورة | فترة تولي المنصب | فترة تولي المنصب |
| ---------------------------------------------- | ------ | ---------------- | ---------------- |
| صاحب السمو الشيخ عيسى بن سلمان آل خليفة        |        | 5 يوليو 1957     | 2 نوفمبر 1961    |
| صاحب الجلالة الملك حمد بن عيسى آل خليفة        |        | 27 يونيو 1964    | 6 مارس 1999      |
| صاحب السمو الملكي الأمير سلمان بن حمد آل خليفة |        | 9 مارس 1999      | حتى الآن         |